# Pfarrgasse 112 (Seßlach)

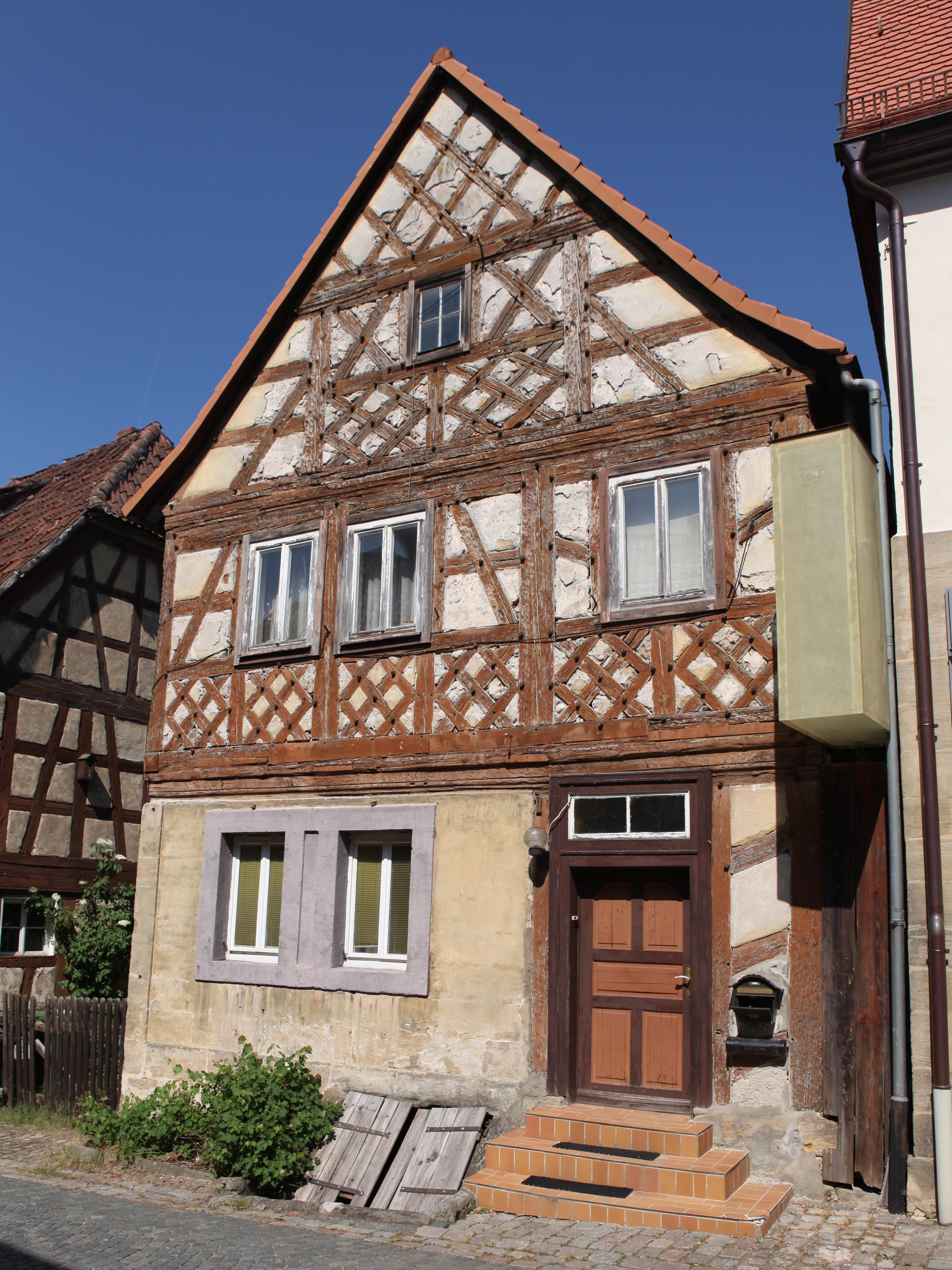
Pfarrgasse 112 in Seßlach, vor der Renovierung

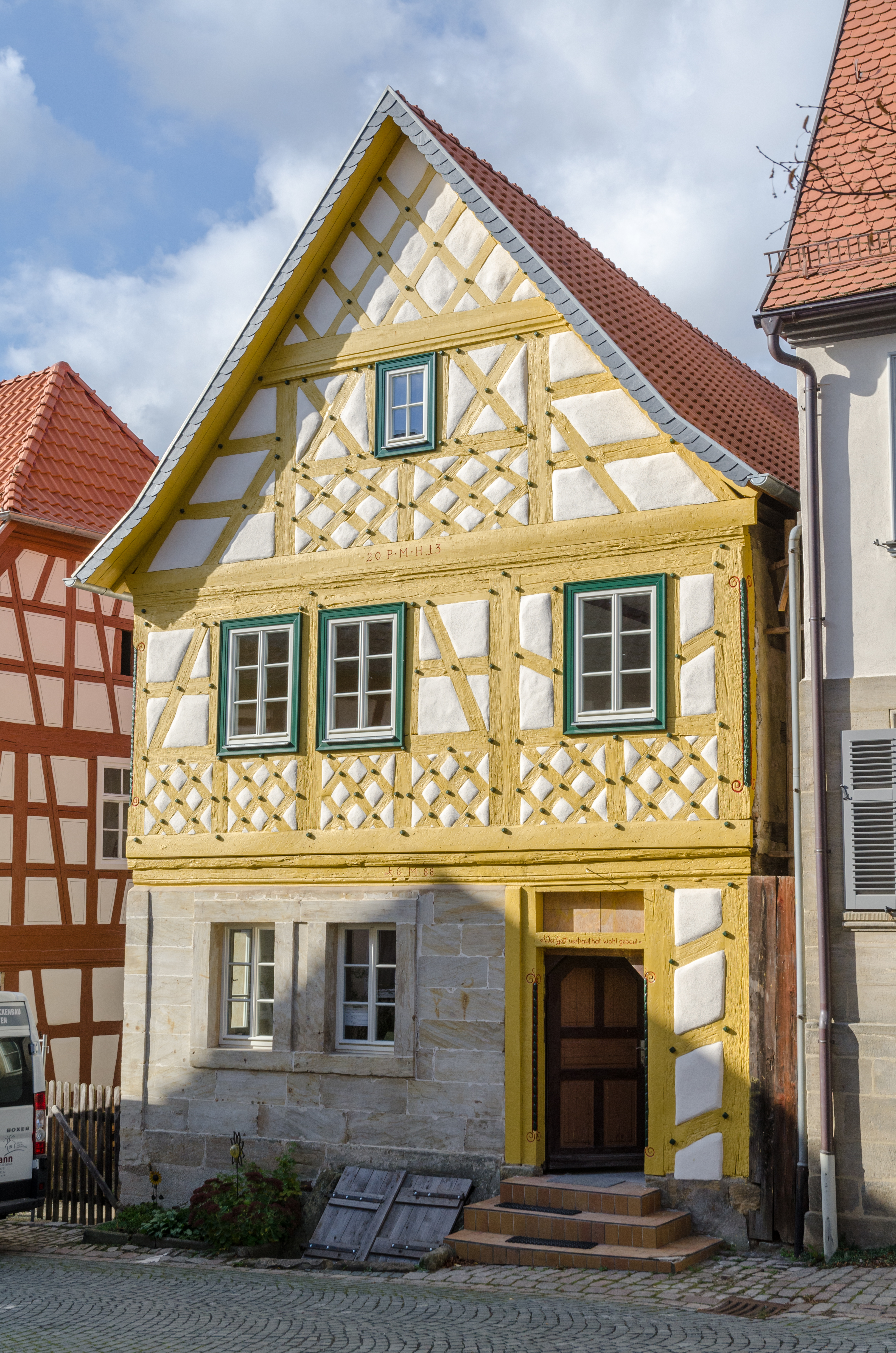
Nach der Renovierung

Das Wohnhaus Pfarrgasse 112 in Seßlach, einer Stadt im oberfränkischen Landkreis Coburg in Bayern, wurde 1688 errichtet. Das Fachwerkhaus ist ein geschütztes Baudenkmal.

## Beschreibung
Das ehemalige Ackerbürgerhaus steht mit der Giebelseite zur Straße. Der zweigeschossige Bau mit massivem Erdgeschoss ist mit vielen Rauten geschmückt.
Die Eigentümer erhielten im Jahr 2015 die Denkmalschutzmedaille des Freistaates Bayern für die vorbildliche Renovierung des Baudenkmals.